# Semjon Vladimirovič Aginski
Semjon Vladimirovič Aginski (rusko Семен Владимирович Агинский), sovjetski general, * 8. oktober 1896, † 11. april 1975, Moskva.

## Življenjepis
Leta 1932 je postal načelnik Ekonomskega direktorata Kemijskega direktorata in leta 1938 je postal načelnik oddelka na Vojaško-ekonomski akademiji.
Pozneje je postal predsednik Tehniškega komiteja Glavnega oskrbovalnega direktorata.